# Auguste Allou
Pour les articles homonymes, voir Allou.
Auguste Allou, né le 21 janvier 1797 à Provins et mort le 30 août 1884 dans l'évêché de Meaux, est un prélat français, évêque de Meaux.

## Biographie
Ordonné prêtre de Meaux en 1825, il est évêque de Meaux du 19 janvier 1839 à 30 août 1884.
A sa mort, il est enterré, selon l'usage, dans le caveau des évêques dans le chœur de la cathédrale de Meaux. Dans le sanctuaire, sur la gauche, une plaque de marbre noir porte son nom ainsi que celui de quatre autres évêques inhumés dans le caveau.

## Publications
- Auguste Allou, Chronique des évêques de Meaux : suivie d'un état de l'ancien diocèse et du diocèse actuel, Meaux, A. Cochet, imprimeur libraire de l'évêché, 1875 (lire en ligne)

## Armes
D'azur à la croix de calvaire d'argent.

## Devise
Verbum crucis Dei virtus.

## Décoration
- Officier de la Légion d'honneur en 1866, chevalier en 1854[4]

## Sources
- R.P. Matthieu Lecomte, Oraison funèbre de Mgr Auguste Allou, évêque de Meaux, prononcée dans l'église cathédrale de Meaux, le 29 octobre 1884, 1884